# Paula Siebert
Paula Siebert (* 2008 in München) ist eine deutsche Kinderdarstellerin.

## Leben
Paula Siebert erhielt ihre erste Rolle 2017 in der Fernsehserie Die Toten von Salzburg.  
Weitere Gastrollen folgten. Seit dem Jahre 2019 ist sie festes Mitglied der TV-Reihe Ein Tisch in der Provence. Diese hat im Jahre 2021 inzwischen zwei Staffeln (4 Folgen).
Seither sieht man sie in verschiedenen Filmen und Serien für das Fernsehen.
Sie lebt in München.

## Filmografie
- seit 2017: Die Toten von Salzburg (Fernsehserie)
- 2018: Meiberger – Im Kopf des Täters (Fernsehserie)
- 2019–2021: Ein Tisch in der Provence (Fernsehreihe)
- 2023: Morin (Fernsehfilm)